# Thysanoessa inspinata
Thysanoessa inspinata är en kräftdjursart som beskrevs av Kwanji Nemoto 1963. Thysanoessa inspinata ingår i släktet Thysanoessa och familjen lysräkor. Inga underarter finns listade i Catalogue of Life.